# Grand Slam of Darts 2020
De Grand Slam of Darts 2020, ook bekend onder de naam Boylesports Grand Slam of Darts vanwege de sponsor Boylesports, was de veertiende editie van de Grand Slam of Darts georganiseerd door de PDC. Het toernooi werd gehouden van 16 tot en met 24 november in de Ricoh Arena, Coventry.

Gewoonlijk wordt dit toernooi gehouden in Wolverhampton, maar vanwege de coronapandemie was het dit jaar achter gesloten deuren in Coventry.
De Portugees José de Sousa won in de finale met 16–12 van James Wade en won daarmee zijn eerste major-titel.

## Prijzengeld
Het prijzengeld bedroeg evenals in 2019 £550,000. De winnaar kreeg £125,000.
| Plaats (aantal spelers) | Plaats (aantal spelers) | Prijzengeld (Totaal: £550,000) |
| ----------------------- | ----------------------- | ------------------------------ |
| Winnaar                 | (1)                     | £125,000                       |
| Runner-up               | (1)                     | £65,000                        |
| Halvefinalisten         | (2)                     | £40,000                        |
| Kwartfinalisten         | (4)                     | £20,000                        |
| Laatste 16              | (8)                     | £10,000                        |
| Groepswinnaar bonus     | (8)                     | £3,500                         |
| Derde in groep          | (8)                     | £7,500                         |
| Vierde in groep         | (8)                     | £4,000                         |

## Kwalificatie
Mede doordat er dit jaar andere toernooien zijn gespeeld waren de selectiecriteria nogal wat anders dan vorige jaren. Ook werden er dit jaar slechts twee BDO spelers uitgenodigd in plaats van acht.

De winnaars van de PDC Home Tour 2020 plus de over-all besten van de PDC's Summer, Autumn en Winter Series (zie PDC Pro Tour 2020 Players Championships) en de winnares van de Women's Qualifier zijn uitgenodigd. De Champions League of Darts ging niet door in 2020.

Nog acht overige spelers konden zich plaatsen via het 'Grand Slam of Darts Tour Card Holder Qualifier' op 9 november.

### PDC

#### PDC Hoofdtoernooien
Maximaal 22 spelers konden zich via deze toernooien plaatsen, waarbij de positie in de lijst de waarde van de kwalificatie aangaf.
Opmerking: Schuingedrukte spelers waren al gekwalificeerd
| PDC Hoofdtoernooien          | PDC Hoofdtoernooien | PDC Hoofdtoernooien | PDC Hoofdtoernooien        | PDC Hoofdtoernooien | PDC Hoofdtoernooien |
| Toernooi                     | Jaar                | Positie             | Speler                     | | Gekwalificeerd      |
| ---------------------------- | ------------------- | ------------------- | -------------------------- | --- | ------------------- |
| PDC World Darts Championship | 2020                | Winnaar             | Peter Wright               | Peter Wright Gerwyn Price Glen Durrant Dimitri Van den Bergh Luke Humphries Michael van Gerwen Jonny Clayton Nathan Aspinall James Wade Damon Heta Jermaine Wattimena Lisa Ashton Gary Anderson Dirk van Duijvenbode Adam Gawlas Michael Smith Rob Cross |                     |
| Grand Slam of Darts          | 2019                | Winnaar             | Gerwyn Price               | Peter Wright Gerwyn Price Glen Durrant Dimitri Van den Bergh Luke Humphries Michael van Gerwen Jonny Clayton Nathan Aspinall James Wade Damon Heta Jermaine Wattimena Lisa Ashton Gary Anderson Dirk van Duijvenbode Adam Gawlas Michael Smith Rob Cross |                     |
| Premier League Darts         | 2020                | Winnaar             | Glen Durrant               | Peter Wright Gerwyn Price Glen Durrant Dimitri Van den Bergh Luke Humphries Michael van Gerwen Jonny Clayton Nathan Aspinall James Wade Damon Heta Jermaine Wattimena Lisa Ashton Gary Anderson Dirk van Duijvenbode Adam Gawlas Michael Smith Rob Cross |                     |
| World Matchplay              | 2020                | Winnaar             | Dimitri Van den Bergh      | Peter Wright Gerwyn Price Glen Durrant Dimitri Van den Bergh Luke Humphries Michael van Gerwen Jonny Clayton Nathan Aspinall James Wade Damon Heta Jermaine Wattimena Lisa Ashton Gary Anderson Dirk van Duijvenbode Adam Gawlas Michael Smith Rob Cross |                     |
| World Grand Prix             | 2020                | Winnaar             | Gerwyn Price               | Peter Wright Gerwyn Price Glen Durrant Dimitri Van den Bergh Luke Humphries Michael van Gerwen Jonny Clayton Nathan Aspinall James Wade Damon Heta Jermaine Wattimena Lisa Ashton Gary Anderson Dirk van Duijvenbode Adam Gawlas Michael Smith Rob Cross |                     |
| PDC World Youth Championship | 2019                | Winnaar             | Luke Humphries             | Peter Wright Gerwyn Price Glen Durrant Dimitri Van den Bergh Luke Humphries Michael van Gerwen Jonny Clayton Nathan Aspinall James Wade Damon Heta Jermaine Wattimena Lisa Ashton Gary Anderson Dirk van Duijvenbode Adam Gawlas Michael Smith Rob Cross |                     |
| The Masters                  | 2020                | Winnaar             | Peter Wright               | Peter Wright Gerwyn Price Glen Durrant Dimitri Van den Bergh Luke Humphries Michael van Gerwen Jonny Clayton Nathan Aspinall James Wade Damon Heta Jermaine Wattimena Lisa Ashton Gary Anderson Dirk van Duijvenbode Adam Gawlas Michael Smith Rob Cross |                     |
| UK Open                      | 2020                | Winnaar             | Michael van Gerwen         | Peter Wright Gerwyn Price Glen Durrant Dimitri Van den Bergh Luke Humphries Michael van Gerwen Jonny Clayton Nathan Aspinall James Wade Damon Heta Jermaine Wattimena Lisa Ashton Gary Anderson Dirk van Duijvenbode Adam Gawlas Michael Smith Rob Cross |                     |
| European Darts Championship  | 2020                | Winnaar             | Peter Wright               | Peter Wright Gerwyn Price Glen Durrant Dimitri Van den Bergh Luke Humphries Michael van Gerwen Jonny Clayton Nathan Aspinall James Wade Damon Heta Jermaine Wattimena Lisa Ashton Gary Anderson Dirk van Duijvenbode Adam Gawlas Michael Smith Rob Cross |                     |
| Players Championship Finals  | 2019                | Winnaar             | Michael van Gerwen         | Peter Wright Gerwyn Price Glen Durrant Dimitri Van den Bergh Luke Humphries Michael van Gerwen Jonny Clayton Nathan Aspinall James Wade Damon Heta Jermaine Wattimena Lisa Ashton Gary Anderson Dirk van Duijvenbode Adam Gawlas Michael Smith Rob Cross |                     |
| World Series of Darts Finals | 2020                | Winnaar             | Gerwyn Price               | Peter Wright Gerwyn Price Glen Durrant Dimitri Van den Bergh Luke Humphries Michael van Gerwen Jonny Clayton Nathan Aspinall James Wade Damon Heta Jermaine Wattimena Lisa Ashton Gary Anderson Dirk van Duijvenbode Adam Gawlas Michael Smith Rob Cross |                     |
| World Cup of Darts           | 2020                | Winnaars            | Gerwyn Price Jonny Clayton | Peter Wright Gerwyn Price Glen Durrant Dimitri Van den Bergh Luke Humphries Michael van Gerwen Jonny Clayton Nathan Aspinall James Wade Damon Heta Jermaine Wattimena Lisa Ashton Gary Anderson Dirk van Duijvenbode Adam Gawlas Michael Smith Rob Cross |                     |
| PDC Home Tour                | 2020                | Winnaar             | Nathan Aspinall            | Peter Wright Gerwyn Price Glen Durrant Dimitri Van den Bergh Luke Humphries Michael van Gerwen Jonny Clayton Nathan Aspinall James Wade Damon Heta Jermaine Wattimena Lisa Ashton Gary Anderson Dirk van Duijvenbode Adam Gawlas Michael Smith Rob Cross |                     |
| PDC Summer Series            | 2020                | Overall-best        | James Wade                 | Peter Wright Gerwyn Price Glen Durrant Dimitri Van den Bergh Luke Humphries Michael van Gerwen Jonny Clayton Nathan Aspinall James Wade Damon Heta Jermaine Wattimena Lisa Ashton Gary Anderson Dirk van Duijvenbode Adam Gawlas Michael Smith Rob Cross |                     |
| PDC Autumn Series            | 2020                | Overall-best        | Damon Heta                 | Peter Wright Gerwyn Price Glen Durrant Dimitri Van den Bergh Luke Humphries Michael van Gerwen Jonny Clayton Nathan Aspinall James Wade Damon Heta Jermaine Wattimena Lisa Ashton Gary Anderson Dirk van Duijvenbode Adam Gawlas Michael Smith Rob Cross |                     |
| PDC Winter Series            | 2020                | Overall-best        | Jermaine Wattimena         | Peter Wright Gerwyn Price Glen Durrant Dimitri Van den Bergh Luke Humphries Michael van Gerwen Jonny Clayton Nathan Aspinall James Wade Damon Heta Jermaine Wattimena Lisa Ashton Gary Anderson Dirk van Duijvenbode Adam Gawlas Michael Smith Rob Cross |                     |
| PDC Women's Qualifier        | 2020                | Winnaar             | Lisa Ashton                | Peter Wright Gerwyn Price Glen Durrant Dimitri Van den Bergh Luke Humphries Michael van Gerwen Jonny Clayton Nathan Aspinall James Wade Damon Heta Jermaine Wattimena Lisa Ashton Gary Anderson Dirk van Duijvenbode Adam Gawlas Michael Smith Rob Cross |                     |
| PDC World Darts Championship | 2020                | Runner-up           | Michael van Gerwen         | Peter Wright Gerwyn Price Glen Durrant Dimitri Van den Bergh Luke Humphries Michael van Gerwen Jonny Clayton Nathan Aspinall James Wade Damon Heta Jermaine Wattimena Lisa Ashton Gary Anderson Dirk van Duijvenbode Adam Gawlas Michael Smith Rob Cross |                     |
| Grand Slam of Darts          | 2019                | Runner-up           | Peter Wright               | Peter Wright Gerwyn Price Glen Durrant Dimitri Van den Bergh Luke Humphries Michael van Gerwen Jonny Clayton Nathan Aspinall James Wade Damon Heta Jermaine Wattimena Lisa Ashton Gary Anderson Dirk van Duijvenbode Adam Gawlas Michael Smith Rob Cross |                     |
| Premier League Darts         | 2020                | Runner-up           | Nathan Aspinall            | Peter Wright Gerwyn Price Glen Durrant Dimitri Van den Bergh Luke Humphries Michael van Gerwen Jonny Clayton Nathan Aspinall James Wade Damon Heta Jermaine Wattimena Lisa Ashton Gary Anderson Dirk van Duijvenbode Adam Gawlas Michael Smith Rob Cross |                     |
| World Matchplay              | 2020                | Runner-up           | Gary Anderson              | Peter Wright Gerwyn Price Glen Durrant Dimitri Van den Bergh Luke Humphries Michael van Gerwen Jonny Clayton Nathan Aspinall James Wade Damon Heta Jermaine Wattimena Lisa Ashton Gary Anderson Dirk van Duijvenbode Adam Gawlas Michael Smith Rob Cross |                     |
| World Grand Prix             | 2020                | Runner-up           | Dirk van Duijvenbode       | Peter Wright Gerwyn Price Glen Durrant Dimitri Van den Bergh Luke Humphries Michael van Gerwen Jonny Clayton Nathan Aspinall James Wade Damon Heta Jermaine Wattimena Lisa Ashton Gary Anderson Dirk van Duijvenbode Adam Gawlas Michael Smith Rob Cross |                     |
| PDC World Youth Championship | 2019                | Runner-up           | Adam Gawlas                | Peter Wright Gerwyn Price Glen Durrant Dimitri Van den Bergh Luke Humphries Michael van Gerwen Jonny Clayton Nathan Aspinall James Wade Damon Heta Jermaine Wattimena Lisa Ashton Gary Anderson Dirk van Duijvenbode Adam Gawlas Michael Smith Rob Cross |                     |
| The Masters                  | 2020                | Runner-up           | Michael Smith              | Peter Wright Gerwyn Price Glen Durrant Dimitri Van den Bergh Luke Humphries Michael van Gerwen Jonny Clayton Nathan Aspinall James Wade Damon Heta Jermaine Wattimena Lisa Ashton Gary Anderson Dirk van Duijvenbode Adam Gawlas Michael Smith Rob Cross |                     |
| UK Open                      | 2020                | Runner-up           | Gerwyn Price               | Peter Wright Gerwyn Price Glen Durrant Dimitri Van den Bergh Luke Humphries Michael van Gerwen Jonny Clayton Nathan Aspinall James Wade Damon Heta Jermaine Wattimena Lisa Ashton Gary Anderson Dirk van Duijvenbode Adam Gawlas Michael Smith Rob Cross |                     |
| European Darts Championship  | 2020                | Runner-up           | James Wade                 | Peter Wright Gerwyn Price Glen Durrant Dimitri Van den Bergh Luke Humphries Michael van Gerwen Jonny Clayton Nathan Aspinall James Wade Damon Heta Jermaine Wattimena Lisa Ashton Gary Anderson Dirk van Duijvenbode Adam Gawlas Michael Smith Rob Cross |                     |
| Players Championship Finals  | 2019                | Runner-up           | Gerwyn Price               | Peter Wright Gerwyn Price Glen Durrant Dimitri Van den Bergh Luke Humphries Michael van Gerwen Jonny Clayton Nathan Aspinall James Wade Damon Heta Jermaine Wattimena Lisa Ashton Gary Anderson Dirk van Duijvenbode Adam Gawlas Michael Smith Rob Cross |                     |
| World Series of Darts Finals | 2020                | Runner-up           | Rob Cross                  | Peter Wright Gerwyn Price Glen Durrant Dimitri Van den Bergh Luke Humphries Michael van Gerwen Jonny Clayton Nathan Aspinall James Wade Damon Heta Jermaine Wattimena Lisa Ashton Gary Anderson Dirk van Duijvenbode Adam Gawlas Michael Smith Rob Cross |                     |
| World Cup of Darts           | 2020                | Runners-up          | Rob Cross Michael Smith    | Peter Wright Gerwyn Price Glen Durrant Dimitri Van den Bergh Luke Humphries Michael van Gerwen Jonny Clayton Nathan Aspinall James Wade Damon Heta Jermaine Wattimena Lisa Ashton Gary Anderson Dirk van Duijvenbode Adam Gawlas Michael Smith Rob Cross |                     |

#### PDC Pro Tour European Tour
Omdat er zich via de PDC hoofdtoernooien minder dan 22 spelers kwalificeerden werden de resterende plaatsen aangevuld via kwalificatie in reservetoernooien. De eerste reeks toernooien waar kwalificatie afgedwongen kon worden waren de European Tour toernooien van de PDC Pro Tour. De kwalificatie ging op volgorde van de PDC Order of Merit.
| PDC Pro Tour European Tour | PDC Pro Tour European Tour | PDC Pro Tour European Tour | PDC Pro Tour European Tour | PDC Pro Tour European Tour              | PDC Pro Tour European Tour |
| Toernooi                   | Jaar                       | Positie                    | Speler                     |                                         | Gekwalificeerd             |
| -------------------------- | -------------------------- | -------------------------- | -------------------------- | --------------------------------------- | -------------------------- |
| Belgian Darts Championship | 2020                       | Winnaar                    | Gerwyn Price               | Joe Cullen Devon Petersen José de Sousa |                            |
| German Darts Championship  | 2020                       | Winnaar                    | Devon Petersen             | Joe Cullen Devon Petersen José de Sousa |                            |
| European Darts Grand Prix  | 2020                       | Winnaar                    | José de Sousa              | Joe Cullen Devon Petersen José de Sousa |                            |
| International Darts Open   | 2020                       | Winnaar                    | Joe Cullen                 | Joe Cullen Devon Petersen José de Sousa |                            |

#### PDC Pro Tour Players Championships
De tweede reeks toernooien waarmee de kwalificatie afgedwongen kon worden zijn de Players Championships toernooien van de Players Championships 2020. De kwalificatie ging op volgorde van de PDC Order of Merit.
| Players Championship 1  | Winnaar | Gary Anderson      | Ian White Ryan Searle |
| Players Championship 2  | Winnaar | Nathan Aspinall    | Ian White Ryan Searle |
| Players Championship 3  | Winnaar | Ryan Searle        | Ian White Ryan Searle |
| Players Championship 4  | Winnaar | Krzysztof Ratajski | Ian White Ryan Searle |
| Players Championship 5  | Winnaar | Peter Wright       | Ian White Ryan Searle |
| Players Championship 6  | Winnaar | Gerwyn Price       | Ian White Ryan Searle |
| Players Championship 7  | Winnaar | Nathan Aspinall    | Ian White Ryan Searle |
| Players Championship 8  | Winnaar | Ian White          | Ian White Ryan Searle |
| Players Championship 9  | Winnaar | Michael van Gerwen | Ian White Ryan Searle |
| Players Championship 10 | Winnaar | Ryan Joyce         | Ian White Ryan Searle |
| Players Championship 11 | Winnaar | Michael van Gerwen | Ian White Ryan Searle |
| Players Championship 12 | Winnaar | James Wade         | Ian White Ryan Searle |
| Players Championship 13 | Winnaar | Peter Wright       | Ian White Ryan Searle |
| Players Championship 14 | Winnaar | Peter Wright       | Ian White Ryan Searle |
| Players Championship 15 | Winnaar | Damon Heta         | Ian White Ryan Searle |
| Players Championship 16 | Winnaar | Michael van Gerwen | Ian White Ryan Searle |
| Players Championship 17 | Winnaar | Gerwyn Price       | Ian White Ryan Searle |
| Players Championship 18 | Winnaar | Gerwyn Price       | Ian White Ryan Searle |
| Players Championship 19 | Winnaar | Michael Smith      | Ian White Ryan Searle |
| Players Championship 20 | Winnaar | Michael Smith      | Ian White Ryan Searle |
| Players Championship 21 | Winnaar | Gerwyn Price       | Ian White Ryan Searle |
| Players Championship 22 | Winnaar | Peter Wright       | Ian White Ryan Searle |
| Players Championship 23 | Winnaar | Joe Cullen         | Ian White Ryan Searle |

1. ↑  Krzysztof Ratajski had zich al geplaatst via de Qualifier voor Tour Card houders voordat de Players Championship series ten einde waren gekomen.
2. ↑  Ryan Joyce had zich al geplaatst via de Qualifier voor Tour Card houders voordat de Players Championship series ten einde waren gekomen.

#### PDC Qualifiers
Acht spelers wisten zich te plaatsen via de Qualifier voor Tour Card houders op 9 november.
| Ricky Evans Adam Hunt Krzysztof Ratajski Ryan Joyce Dave Chisnall Simon Whitlock Justin Pipe Gabriel Clemens |

### BDO

#### BDO Hoofdtoernooi
De twee BDO Wereldkampioenen werden tevens uitgenodigd.
| Toernooi                     | Jaar | Positie          | Speler        |
| ---------------------------- | ---- | ---------------- | ------------- |
| BDO World Darts Championship | 2020 | Winnaar mannen   | Wayne Warren  |
| BDO World Darts Championship | 2020 | Winnares vrouwen | Mikuru Suzuki |

## Toernooioverzicht

### Potindeling
| Pot A | Pot B | Pot C | Pot D |
| --- | --- | --- | --- |
| Michael van Gerwen (1) Peter Wright (2) Gerwyn Price (3) Michael Smith (4) Rob Cross (5) Nathan Aspinall (6) James Wade (7) Gary Anderson (8) | Dave Chisnall Dimitri Van den Bergh Ian White Glen Durrant Krzysztof Ratajski Jonny Clayton Joe Cullen Simon Whitlock | Jermaine Wattimena Ricky Evans Gabriel Clemens Devon Petersen José de Sousa Luke Humphries Ryan Joyce Ryan Searle | Dirk van Duijvenbode Justin Pipe Damon Heta Adam Hunt Lisa Ashton Adam Gawlas Wayne Warren Mikuru Suzuki |

### Groepsfase

#### Groep A
| Datum   | Speler             | Gem.     | Score | Gem.    | Speler          |
| ------- | ------------------ | -------- | ----- | ------- | --------------- |
| 16 nov. | Joe Cullen         | (99.28)  | 2 – 5 | (99.91) | Gabriel Clemens |
| 16 nov. | Michael van Gerwen | (105.85) | 5 – 0 | (88.14) | Adam Hunt       |
| 17 nov. | Joe Cullen         | (95.01)  | 5 – 4 | (91.72) | Adam Hunt       |
| 17 nov. | Michael van Gerwen | (103.60) | 5 – 1 | (92.86) | Gabriel Clemens |
| 19 nov. | Gabriel Clemens    | (91.83)  | 2 – 5 | (95.09) | Adam Hunt       |
| 19 nov. | Michael van Gerwen | (92.80)  | 5 – 3 | (91.73) | Joe Cullen      |

| Pos. | Speler             | Wedstrijden | Wedstrijden | Wedstrijden | Legs | Legs | Legs  | Punten |
| ---- | ------------------ | ----------- | ----------- | ----------- | ---- | ---- | ----- | ------ |
| Pos. | Speler             | G           | W           | V           | LV   | LT   | Saldo | Punten |
| 1    | Michael van Gerwen | 3           | 3           | 0           | 15   | 4    | +11   | 6      |
| 2    | Adam Hunt          | 3           | 1           | 2           | 9    | 12   | -3    | 2      |
| 3    | Gabriel Clemens    | 3           | 1           | 2           | 8    | 12   | -4    | 2      |
| 4    | Joe Cullen         | 3           | 1           | 2           | 10   | 14   | -4    | 2      |

#### Groep B
| Datum   | Speler         | Gem.    | Score | Gem.     | Speler         |
| ------- | -------------- | ------- | ----- | -------- | -------------- |
| 16 nov. | Simon Whitlock | (93.77) | 5 – 3 | (96.18)  | Ryan Searle    |
| 16 nov. | Gary Anderson  | (83.59) | 5 – 3 | (88.31)  | Adam Gawlas    |
| 17 nov. | Ryan Searle    | (99.67) | 5 – 4 | (95.16)  | Adam Gawlas    |
| 17 nov. | Gary Anderson  | (90.50) | 1 – 5 | (94.77)  | Simon Whitlock |
| 18 nov. | Simon Whitlock | (96.09) | 5 – 4 | (90.11)  | Adam Gawlas    |
| 18 nov. | Gary Anderson  | (99.85) | 5 – 3 | (102.06) | Ryan Searle    |

| Pos. | Speler         | Wedstrijden | Wedstrijden | Wedstrijden | Legs | Legs | Legs  | Punten |
| ---- | -------------- | ----------- | ----------- | ----------- | ---- | ---- | ----- | ------ |
| Pos. | Speler         | G           | W           | V           | LV   | LT   | Saldo | Punten |
| 1    | Simon Whitlock | 3           | 3           | 0           | 15   | 8    | +7    | 6      |
| 2    | Gary Anderson  | 3           | 2           | 1           | 11   | 11   | 0     | 4      |
| 3    | Ryan Searle    | 3           | 1           | 2           | 11   | 14   | -3    | 2      |
| 4    | Adam Gawlas    | 3           | 0           | 3           | 11   | 15   | -4    | 0      |

#### Groep C
| Datum   | Speler             | Gem.     | Score | Gem.    | Speler             |
| ------- | ------------------ | -------- | ----- | ------- | ------------------ |
| 16 nov. | Krzysztof Ratajski | (94.76)  | 4 – 5 | (99.69) | José de Sousa      |
| 16 nov. | Michael Smith      | (102.51) | 5 – 1 | (87.98) | Lisa Ashton        |
| 17 nov. | Krzysztof Ratajski | (104.18) | 5 – 4 | (87.02) | Lisa Ashton        |
| 17 nov. | Michael Smith      | (102.50) | 5 – 2 | (99.10) | José de Sousa      |
| 19 nov. | José de Sousa      | (100.03) | 5 – 1 | (83.83) | Lisa Ashton        |
| 19 nov. | Michael Smith      | (106.93) | 5 – 2 | (94.37) | Krzysztof Ratajski |

| Pos. | Speler             | Wedstrijden | Wedstrijden | Wedstrijden | Legs | Legs | Legs  | Punten |
| ---- | ------------------ | ----------- | ----------- | ----------- | ---- | ---- | ----- | ------ |
| Pos. | Speler             | G           | W           | V           | LV   | LT   | Saldo | Punten |
| 1    | Michael Smith      | 3           | 3           | 0           | 15   | 5    | +10   | 6      |
| 2    | José de Sousa      | 3           | 2           | 1           | 12   | 10   | +2    | 4      |
| 3    | Krzysztof Ratajski | 3           | 1           | 2           | 11   | 14   | -3    | 2      |
| 4    | Lisa Ashton        | 3           | 0           | 3           | 6    | 15   | -9    | 0      |

#### Groep D
| Datum   | Speler         | Gem.     | Score | Gem.     | Speler         |
| ------- | -------------- | -------- | ----- | -------- | -------------- |
| 16 nov. | Rob Cross      | (94.61)  | 5 – 1 | (84.81)  | Justin Pipe    |
| 16 nov. | Dave Chisnall  | (91.96)  | 5 – 4 | (97.65)  | Luke Humphries |
| 17 nov. | Luke Humphries | (87.09)  | 5 – 4 | (91.51)  | Justin Pipe    |
| 17 nov. | Rob Cross      | (87.78)  | 2 – 5 | (96.31)  | Dave Chisnall  |
| 18 nov. | Dave Chisnall  | (85.78)  | 5 – 2 | (88.87)  | Justin Pipe    |
| 18 nov. | Rob Cross      | (100.42) | 5 – 2 | (102.57) | Luke Humphries |

| Pos. | Speler         | Wedstrijden | Wedstrijden | Wedstrijden | Legs | Legs | Legs  | Punten |
| ---- | -------------- | ----------- | ----------- | ----------- | ---- | ---- | ----- | ------ |
| Pos. | Speler         | G           | W           | V           | LV   | LT   | Saldo | Punten |
| 1    | Dave Chisnall  | 3           | 3           | 0           | 15   | 8    | +7    | 6      |
| 2    | Rob Cross      | 3           | 2           | 1           | 12   | 8    | +4    | 4      |
| 3    | Luke Humphries | 3           | 1           | 2           | 11   | 14   | -3    | 2      |
| 4    | Justin Pipe    | 3           | 0           | 3           | 7    | 15   | -8    | 0      |

#### Groep E
| Datum   | Speler         | Gem.     | Score | Gem.     | Speler               |
| ------- | -------------- | -------- | ----- | -------- | -------------------- |
| 16 nov. | Peter Wright   | (90.07)  | 4 – 5 | (92.72)  | Dirk van Duijvenbode |
| 16 nov. | Ian White      | (88.05)  | 2 – 5 | (99.55)  | Devon Petersen       |
| 17 nov. | Peter Wright   | (106.80) | 5 – 3 | (100.72) | Ian White            |
| 17 nov. | Devon Petersen | (93.26)  | 5 – 2 | (98.08)  | Dirk van Duijvenbode |
| 19 nov. | Ian White      | (108.04) | 5 – 1 | (98.64)  | Dirk van Duijvenbode |
| 19 nov. | Peter Wright   | (83.12)  | 2 – 5 | (88.25)  | Devon Petersen       |

| Pos. | Speler               | Wedstrijden | Wedstrijden | Wedstrijden | Legs | Legs | Legs  | Punten |
| ---- | -------------------- | ----------- | ----------- | ----------- | ---- | ---- | ----- | ------ |
| Pos. | Speler               | G           | W           | V           | LV   | LT   | Saldo | Punten |
| 1    | Devon Petersen       | 3           | 3           | 0           | 15   | 6    | +9    | 6      |
| 2    | Ian White            | 3           | 1           | 2           | 10   | 11   | -1    | 2      |
| 3    | Peter Wright         | 3           | 1           | 2           | 11   | 13   | -2    | 2      |
| 4    | Dirk van Duijvenbode | 3           | 1           | 2           | 8    | 14   | -6    | 2      |

#### Groep F
| Datum   | Speler             | Gem.     | Score | Gem.    | Speler             |
| ------- | ------------------ | -------- | ----- | ------- | ------------------ |
| 16 nov. | James Wade         | (102.44) | 5 – 2 | (94.91) | Damon Heta         |
| 16 nov. | Glen Durrant       | (78.96)  | 1 – 5 | (91.04) | Jermaine Wattimena |
| 17 nov. | Glen Durrant       | (89.76)  | 1 – 5 | (94.15) | Damon Heta         |
| 17 nov. | James Wade         | (94.07)  | 5 – 3 | (93.58) | Jermaine Wattimena |
| 18 nov. | James Wade         | (95.34)  | 5 – 2 | (87.95) | Glen Durrant       |
| 18 nov. | Jermaine Wattimena | (86.14)  | 4 – 5 | (86.14) | Damon Heta         |

| Pos. | Speler             | Wedstrijden | Wedstrijden | Wedstrijden | Legs | Legs | Legs  | Punten |
| ---- | ------------------ | ----------- | ----------- | ----------- | ---- | ---- | ----- | ------ |
| Pos. | Speler             | G           | W           | V           | LV   | LT   | Saldo | Punten |
| 1    | James Wade         | 3           | 3           | 0           | 15   | 7    | +8    | 6      |
| 2    | Damon Heta         | 3           | 2           | 1           | 12   | 10   | +2    | 4      |
| 3    | Jermaine Wattimena | 3           | 1           | 2           | 12   | 11   | +1    | 2      |
| 4    | Glen Durrant       | 3           | 0           | 3           | 4    | 15   | -11   | 0      |

#### Groep G
| Datum   | Speler        | Gem.     | Score | Gem.    | Speler        |
| ------- | ------------- | -------- | ----- | ------- | ------------- |
| 16 nov. | Jonny Clayton | (94.15)  | 5 – 4 | (97.06) | Ryan Joyce    |
| 16 nov. | Gerwyn Price  | (88.08)  | 5 – 4 | (87.27) | Mikuru Suzuki |
| 17 nov. | Ryan Joyce    | (91.96)  | 5 – 1 | (80.02) | Mikuru Suzuki |
| 17 nov. | Gerwyn Price  | (89.65)  | 5 – 3 | (88.06) | Jonny Clayton |
| 19 nov. | Jonny Clayton | (90.54)  | 5 – 0 | (79.00) | Mikuru Suzuki |
| 19 nov. | Gerwyn Price  | (106.32) | 5 – 4 | (97.25) | Ryan Joyce    |

| Pos. | Speler        | Wedstrijden | Wedstrijden | Wedstrijden | Legs | Legs | Legs  | Punten |
| ---- | ------------- | ----------- | ----------- | ----------- | ---- | ---- | ----- | ------ |
| Pos. | Speler        | G           | W           | V           | LV   | LT   | Saldo | Punten |
| 1    | Gerwyn Price  | 3           | 3           | 0           | 15   | 11   | +4    | 6      |
| 2    | Jonny Clayton | 3           | 2           | 1           | 13   | 9    | +4    | 4      |
| 3    | Ryan Joyce    | 3           | 1           | 2           | 13   | 11   | +2    | 2      |
| 4    | Mikuru Suzuki | 3           | 0           | 3           | 5    | 15   | -10   | 0      |

#### Groep H
| Datum   | Speler                | Gem.     | Score | Gem.     | Speler                |
| ------- | --------------------- | -------- | ----- | -------- | --------------------- |
| 16 nov. | Nathan Aspinall       | (96.35)  | 5 – 0 | (70.08)  | Wayne Warren          |
| 16 nov. | Dimitri Van den Bergh | (114.85) | 5 – 1 | (95.80)  | Ricky Evans           |
| 17 nov. | Ricky Evans           | (87.51)  | 5 – 3 | (88.70)  | Wayne Warren          |
| 17 nov. | Nathan Aspinall       | (94.40)  | 1 – 5 | (101.03) | Dimitri Van den Bergh |
| 18 nov. | Dimitri Van den Bergh | (104.33) | 5 – 1 | (78.82)  | Wayne Warren          |
| 18 nov. | Nathan Aspinall       | (93.28)  | 5 – 1 | (90.35)  | Ricky Evans           |

| Pos. | Speler                | Wedstrijden | Wedstrijden | Wedstrijden | Legs | Legs | Legs  | Punten |
| ---- | --------------------- | ----------- | ----------- | ----------- | ---- | ---- | ----- | ------ |
| Pos. | Speler                | G           | W           | V           | LV   | LT   | Saldo | Punten |
| 1    | Dimitri Van den Bergh | 3           | 3           | 0           | 15   | 3    | +12   | 6      |
| 2    | Nathan Aspinall       | 3           | 2           | 1           | 11   | 6    | +4    | 4      |
| 3    | Ricky Evans           | 3           | 1           | 2           | 7    | 13   | -6    | 2      |
| 4    | Wayne Warren          | 3           | 0           | 3           | 4    | 15   | -11   | 0      |

### Knockout-fase
|  | Tweede ronde (best of 19 legs) 20–21 november | Tweede ronde (best of 19 legs) 20–21 november | Tweede ronde (best of 19 legs) 20–21 november |    |                                | Kwartfinale (best of 31 legs) 22 november | Kwartfinale (best of 31 legs) 22 november | Kwartfinale (best of 31 legs) 22 november |  |    | Halve finale (best of 31 legs) 23 november | Halve finale (best of 31 legs) 23 november | Halve finale (best of 31 legs) 23 november |  |    | Finale (best of 31 legs) 24 november | Finale (best of 31 legs) 24 november | Finale (best of 31 legs) 24 november |
|  |                                               |                                               |                                               |    |                                |                                           |                                           |                                           |  |    |                                            |                                            |                                            |  |    |                                      |                                      |                                      |
|  | A1                                            | Michael van Gerwen (101.81)                   | 10                                            |    |                                |                                           |                                           |                                           |  |    |                                            |                                            |                                            |  |    |                                      |                                      |                                      |
|  | B2                                            | Gary Anderson (96.98)                         | 2                                             |    |                                |                                           |                                           |                                           |  |    |                                            |                                            |                                            |  |    |                                      |                                      |                                      |
|  | B2                                            | Gary Anderson (96.98)                         | 2                                             |    | A1                             | Michael van Gerwen (100.32)               | 15                                        |                                           |  |    |                                            |                                            |                                            |  |    |                                      |                                      |                                      |
|  |                                               |                                               |                                               |    | A1                             | Michael van Gerwen (100.32)               | 15                                        |                                           |  |    |                                            |                                            |                                            |  |    |                                      |                                      |                                      |
|  |                                               | B1                                            | Simon Whitlock (95.97)                        | 16 |                                |                                           |                                           |                                           |  |    |                                            |                                            |                                            |  |    |                                      |                                      |                                      |
|  | B1                                            | B1                                            | Simon Whitlock (95.97)                        | 16 | Simon Whitlock (87.05)         | 10                                        |                                           |                                           |  |    |                                            |                                            |                                            |  |    |                                      |                                      |                                      |
|  | B1                                            |                                               |                                               |    | Simon Whitlock (87.05)         | 10                                        |                                           |                                           |  |    |                                            |                                            |                                            |  |    |                                      |                                      |                                      |
|  | A2                                            | Adam Hunt (86.68)                             | 6                                             |    |                                |                                           |                                           |                                           |  |    |                                            |                                            |                                            |  |    |                                      |                                      |                                      |
|  | A2                                            | Adam Hunt (86.68)                             | 6                                             |    |                                |                                           |                                           |                                           |  | B1 | Simon Whitlock (97.92)                     | 12                                         |                                            |  |    |                                      |                                      |                                      |
|  |                                               |                                               |                                               |    |                                |                                           |                                           |                                           |  | B1 | Simon Whitlock (97.92)                     | 12                                         |                                            |  |    |                                      |                                      |                                      |
|  |                                               | C2                                            | José de Sousa (97.53)                         | 16 |                                |                                           |                                           |                                           |  |    |                                            |                                            |                                            |  |    |                                      |                                      |                                      |
|  | C1                                            | C2                                            | José de Sousa (97.53)                         | 16 | Michael Smith (97.46)          | 10                                        |                                           |                                           |  |    |                                            |                                            |                                            |  |    |                                      |                                      |                                      |
|  | C1                                            |                                               |                                               |    | Michael Smith (97.46)          | 10                                        |                                           |                                           |  |    |                                            |                                            |                                            |  |    |                                      |                                      |                                      |
|  | D2                                            | Rob Cross (95.18)                             | 9                                             |    |                                |                                           |                                           |                                           |  |    |                                            |                                            |                                            |  |    |                                      |                                      |                                      |
|  | D2                                            | Rob Cross (95.18)                             | 9                                             |    | C1                             | Michael Smith (95.74)                     | 14                                        |                                           |  |    |                                            |                                            |                                            |  |    |                                      |                                      |                                      |
|  |                                               |                                               |                                               |    | C1                             | Michael Smith (95.74)                     | 14                                        |                                           |  |    |                                            |                                            |                                            |  |    |                                      |                                      |                                      |
|  |                                               | C2                                            | José de Sousa (98.52)                         | 16 |                                |                                           |                                           |                                           |  |    |                                            |                                            |                                            |  |    |                                      |                                      |                                      |
|  | D1                                            | C2                                            | José de Sousa (98.52)                         | 16 | Dave Chisnall (91.28)          | 7                                         |                                           |                                           |  |    |                                            |                                            |                                            |  |    |                                      |                                      |                                      |
|  | D1                                            |                                               |                                               |    | Dave Chisnall (91.28)          | 7                                         |                                           |                                           |  |    |                                            |                                            |                                            |  |    |                                      |                                      |                                      |
|  | C2                                            | José de Sousa (95.37)                         | 10                                            |    |                                |                                           |                                           |                                           |  |    |                                            |                                            |                                            |  |    |                                      |                                      |                                      |
|  | C2                                            | José de Sousa (95.37)                         | 10                                            |    |                                |                                           |                                           |                                           |  |    |                                            |                                            |                                            |  | C2 | José de Sousa (99.95)                | 16                                   |                                      |
|  |                                               |                                               |                                               |    |                                |                                           |                                           |                                           |  |    |                                            |                                            |                                            |  | C2 | José de Sousa (99.95)                | 16                                   |                                      |
|  |                                               | F1                                            | James Wade (94.26)                            | 12 |                                |                                           |                                           |                                           |  |    |                                            |                                            |                                            |  |    |                                      |                                      |                                      |
|  | E1                                            | F1                                            | James Wade (94.26)                            | 12 | Devon Petersen (94.25)         | 7                                         |                                           |                                           |  |    |                                            |                                            |                                            |  |    |                                      |                                      |                                      |
|  | E1                                            |                                               |                                               |    | Devon Petersen (94.25)         | 7                                         |                                           |                                           |  |    |                                            |                                            |                                            |  |    |                                      |                                      |                                      |
|  | F2                                            | Damon Heta (93.75)                            | 10                                            |    |                                |                                           |                                           |                                           |  |    |                                            |                                            |                                            |  |    |                                      |                                      |                                      |
|  | F2                                            | Damon Heta (93.75)                            | 10                                            |    | F2                             | Damon Heta (98.26)                        | 13                                        |                                           |  |    |                                            |                                            |                                            |  |    |                                      |                                      |                                      |
|  |                                               |                                               |                                               |    | F2                             | Damon Heta (98.26)                        | 13                                        |                                           |  |    |                                            |                                            |                                            |  |    |                                      |                                      |                                      |
|  |                                               | F1                                            | James Wade (101.66)                           | 16 |                                |                                           |                                           |                                           |  |    |                                            |                                            |                                            |  |    |                                      |                                      |                                      |
|  | F1                                            | F1                                            | James Wade (101.66)                           | 16 | James Wade (98.59)             | 10                                        |                                           |                                           |  |    |                                            |                                            |                                            |  |    |                                      |                                      |                                      |
|  | F1                                            |                                               |                                               |    | James Wade (98.59)             | 10                                        |                                           |                                           |  |    |                                            |                                            |                                            |  |    |                                      |                                      |                                      |
|  | E2                                            | Ian White (99.44)                             | 4                                             |    |                                |                                           |                                           |                                           |  |    |                                            |                                            |                                            |  |    |                                      |                                      |                                      |
|  | E2                                            | Ian White (99.44)                             | 4                                             |    |                                |                                           |                                           |                                           |  | F1 | James Wade (98.61)                         | 16                                         |                                            |  |    |                                      |                                      |                                      |
|  |                                               |                                               |                                               |    |                                |                                           |                                           |                                           |  | F1 | James Wade (98.61)                         | 16                                         |                                            |  |    |                                      |                                      |                                      |
|  |                                               | H1                                            | Dimitri Van den Bergh (96.87)                 | 15 |                                |                                           |                                           |                                           |  |    |                                            |                                            |                                            |  |    |                                      |                                      |                                      |
|  | G1                                            | H1                                            | Dimitri Van den Bergh (96.87)                 | 15 | Gerwyn Price (90.73)           | 8                                         |                                           |                                           |  |    |                                            |                                            |                                            |  |    |                                      |                                      |                                      |
|  | G1                                            |                                               |                                               |    | Gerwyn Price (90.73)           | 8                                         |                                           |                                           |  |    |                                            |                                            |                                            |  |    |                                      |                                      |                                      |
|  | H2                                            | Nathan Aspinall (96.86)                       | 10                                            |    |                                |                                           |                                           |                                           |  |    |                                            |                                            |                                            |  |    |                                      |                                      |                                      |
|  | H2                                            | Nathan Aspinall (96.86)                       | 10                                            |    | H2                             | Nathan Aspinall (94.92)                   | 15                                        |                                           |  |    |                                            |                                            |                                            |  |    |                                      |                                      |                                      |
|  |                                               |                                               |                                               |    | H2                             | Nathan Aspinall (94.92)                   | 15                                        |                                           |  |    |                                            |                                            |                                            |  |    |                                      |                                      |                                      |
|  |                                               | H1                                            | Dimitri Van den Bergh (97.80)                 | 16 |                                |                                           |                                           |                                           |  |    |                                            |                                            |                                            |  |    |                                      |                                      |                                      |
|  | H1                                            | H1                                            | Dimitri Van den Bergh (97.80)                 | 16 | Dimitri Van den Bergh (103.61) | 10                                        |                                           |                                           |  |    |                                            |                                            |                                            |  |    |                                      |                                      |                                      |
|  | H1                                            |                                               |                                               |    | Dimitri Van den Bergh (103.61) | 10                                        |                                           |                                           |  |    |                                            |                                            |                                            |  |    |                                      |                                      |                                      |
|  | G2                                            | Jonny Clayton (88.53)                         | 3                                             |    |                                |                                           |                                           |                                           |  |    |                                            |                                            |                                            |  |    |                                      |                                      |                                      |

2007 · 2008 · 2009 · 2010 · 2011 · 2012 · 2013 · 2014 · 2015 · 2016 · 2017 · 2018 · 2019 · 2020 · 2021 · 2022 · 2023 · 2024 · 2025